# Rugby Rovigo Delta 2017-2018

## Eccellenza 2017-18

### Stagione regolare
| Incontro               | Andata | Ritorno |
| ---------------------- | ------ | ------- |
| Reggio Emilia — Rovigo | 16-25  | 19-47   |
| Rovigo — Fiamme Oro    | 19-13  | 24-24   |
| San Donà — Rovigo      | 24-17  | 3-24    |
| Rovigo — Viadana       | 28-24  | 18-15   |
| Rovigo — S.S. Lazio    | 49-12  | 56-12   |
| Mogliano — Rovigo      | 22-28  | 13-32   |
| Rovigo — Calvisano     | 23-20  | 23-25   |
| I Medicei — Rovigo     | 18-31  | 6-28    |
| Rovigo — Petrarca      | 16-9   | 9-29    |

#### Risultati della stagione regolare
| Posizione | G  | V  | N | P | PF  | PS  | DP   | B | Pt |
| --------- | -- | -- | - | - | --- | --- | ---- | - | -- |
| 3ª        | 18 | 14 | 1 | 3 | 495 | 304 | +191 | 9 | 67 |

### Fase finale
| Turno | Incontro           | Andata | Ritorno |
| ----- | ------------------ | ------ | ------- |
| SF    | Rovigo — Calvisano | 12-9   | 20-24   |

## European Rugby Continental Shield 2017-18

### Prima fase
| Incontro             | Risultato |
| -------------------- | --------- |
| Rovigo — Batumi      | 31-27     |
| Petrarca — Rovigo    | 18-13     |
| Rovigo — CDU Lisbona | 45-7      |
| Calvisano — Rovigo   | 34-0      |

#### Risultati della prima fase
| Posizione | G | V | N | P | PF | PS | DP | B | Pt |
| --------- | - | - | - | - | -- | -- | -- | - | -- |
| 3ª        | 4 | 2 | 0 | 2 | 89 | 86 | -3 | 3 | 11 |

## Verdetti
- Rovigo qualificato all'European Continental Shield 2018-19.